# Бирсештій-де-Жос (Телеорман)
Бирсештій-де-Жос (рум. Bârseștii de Jos) — село у повіті Телеорман в Румунії. Входить до складу комуни Бечу.
Село розташоване на відстані 124 км на захід від Бухареста, 54 км на захід від Александрії, 75 км на південний схід від Крайови.

## Населення
За даними перепису населення 2002 року у селі проживали 167 осіб, усі — румуни. Усі жителі села рідною мовою назвали румунську.